# ماغي لينن
ماغي لينن (بالإنجليزية: Maggie Lunn)‏ هي مديرة التصوير ‏ بريطانية، ولدت في 26 يناير 1961، وتوفيت في 19 فبراير 2017.

## وصلات خارجية
- ماغي لينن على موقع IMDb (الإنجليزية)
- ماغي لينن على موقع قاعدة بيانات الفيلم (الإنجليزية)